# Mai 1822
Cette page présente les faits marquants du mois de mai 1822.

## Événements
- Victoire perse du fils du chah Abbas Mirza sur l’empire ottoman à Khuy. Les armées du chah de Perse avancent dans la région du Kurdistan et contrôlent l’Anatolie orientale. Une épidémie de choléra met un terme à leur expansion[1]

- 3 mai, Paris (France) : début des travaux du canal Saint-Martin.

- 6-22 mai, Guerre d'indépendance grecque : massacre de Chios[2]. Les Turcs prennent l’île, massacrent ses habitants et réduisent femmes et enfants en esclavage, provoquant l’indignation en Europe.

- 13 mai : Dom Pedro est proclamé défenseur et protecteur perpétuel du Brésil par la municipalité de Rio de Janeiro.

- 17 mai : mort du duc de Richelieu à 55 ans.

- 19 mai : Agustín de Iturbide est proclamé empereur du Mexique.

- 24 mai : en liaison avec l’insurrection de Guayaquil, le général Sucre, lieutenant de Simón Bolívar, est vainqueur des troupes espagnoles royalistes à Quito à la bataille du mont Pichincha. Le 29 mai, l’Équateur intègre la Grande Colombie avec la Colombie et le Venezuela.

## Naissances
- 3 mai : David Bierens de Haan (mort en 1895), mathématicien et historien des mathématiques hollandais.
- 4 mai : Charles-Eugène Boucher de Boucherville, futur premier ministre du Québec.
- 11 mai : Henry Baker Tristram (mort en 1906), ecclésiastique, explorateur et ornithologue britannique.
- 16 mai :  Alexandre Legrand (mort en 1901), peintre français.
- 20 mai : Frédéric Passy, prix Nobel de la paix en 1901.
- 23 mai : Louis Bentabole, (mort en 1880), peintre de marine français.
- 29 mai : Camille Cornélie Isbert, peintre miniaturiste française.

## Décès
- 9 mai : Paolo Ruffini (né en 1765), mathématicien italien.
- 11 mai : Gérard van Spaendonck, peintre et graveur d'origine néerlandaise installé en France (° 22 mars 1746).